# عندما تتمرد الأخلاق (مسلسل)
عندما تتمرد الأخلاق مسلسل جزائري سوري.
تتضمن قائمة أسماء الممثلين الجزائريين المشاركين فيه كلا من:
- سيد أحمد أقومي
- صونيا
- عبد الباسط بن خليفة
- كمال روني
- مليكة بلباي
- مصطفى لعريبي

بينما يشارك الجانب السوري بكوكبة من النجوم مثل:
- باسم ياخور
- سوسن ميخائيل
- ديمة الجندي
- جيني اسبر
- سليم صبري
- ضحى الدبس
- جلال شموط
- عاطف حوشان
- عاصم حواط
- كندا حنا
- يحيى بيازي
- وطوني موسى

بينما اعتذرت الفنانة سوزان نجم الدين في آخر لحظة عن المشاركة لارتباطاتها الكثيرة.
واستنادا إلى ما قاله متحدث باسم شركة أطلس فيلم المنتجة، فإنّ مسلسل «عندما تتمرد الأخلاق» يتكون من 30 حلقة بواقع 50 دقيقة لكل حلقة، وكان أضخم إنتاج مشترك بين الجزائر وسوريا انذاك.
يحكي المسلسل قصة أستاذ جزائري يدرس في سوريا، وتنشأ بينه وبين فتاة دمشقية علاقة حب جارف، لكن القدر يقف عائقا في طريقها برحيل البطل عن هذا العالم، ويعرج العمل ليحكي جوانب متعددة من نوستالجيا العلاقات الاجتماعية بين الجزائر وسوريا، كما يتعرض إلى ظواهر متعددة على غرار مشكلة اللاتواصل والفصام العاطفي وتوابعهما.
وأفادت الشركة المنتجة أنّ تصوير مشاهد المسلسل تم في الجزائر وسوريا وإسبانيا، ويسع، وهذا العمل هو الثالث من نوعه بين الجزائر وسوريا خلال السنوات الماضية، بعد «جحا» وعذراء الجبل.